# 지메이구

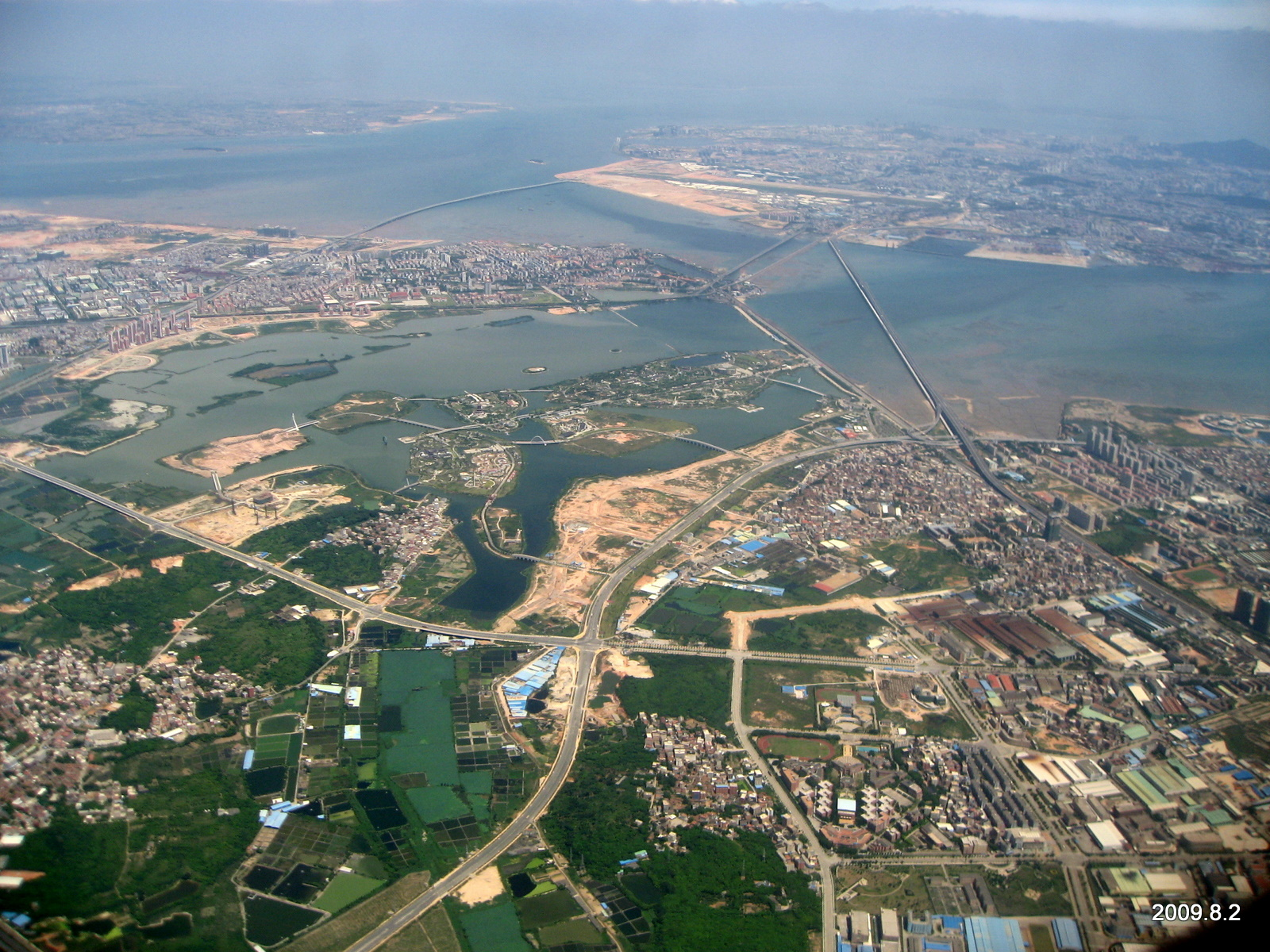

지메이구(한국어: 집미구, 중국어: 集美區, 병음: Jíměi Qū)는 중화인민공화국 푸젠성 샤먼시의 6개 현급 행정구역 중 하나이다. 넓이는 268km2이고, 인구는 2007년 기준으로 210,000명이다.
지메이구에는 풍부한 역사와 활기가 넘치는 문화가 있으며, 대학, 문화 센터, 영화관, 경기장, 도서관, 문화 광장과 같은 현대 시설이 입지해있다.

## 교통
샤먼 대교와 2008년에 개통한 지메이 대교는 지메이와 샤먼섬을 연결한다. 이전에 오랫동안 샤먼경제특구의 본토의 유일한 관문이었다.

## 교육
지메이는 90년 이상의 역사를 가진 샤먼의 교육 중심지이다. 유명한 화교인 탄카키는 유치원, 초등학교, 중학교, 고등학교로 이루어진 완전 교육 체계로 지메이의 교육 체제를 확립했다. 그는 지메이 대학과 화차오 대학의 설립에도 영향을 끼쳤다.

## 경제
지메이는 타이완인들의 투자를 지향하고 있는 샤먼의 구 중 하나이다. 지난 10년간 지메이의 경제 활동은 상당히 성장하였다. 지메이는 서비스와 기초 산업, 제조업의 중심이다. 외국인 투자 계획 역시 610곳을 유치했고 그 액수는 26억 9300만 달러에 달한다. 총 GDP는 83억 3500만 위안에 달했다.

## 행정 구역
4개 가도, 2개 진을 관할한다.
- 가도: 집미 가도(集美街道), 교영 가도(僑英街道), 행림 가도(杏林街道), 행빈 가도(杏濱街道).
- 진: 관구진(灌口鎭), 후계진(後溪鎭).